# Louis von Schell

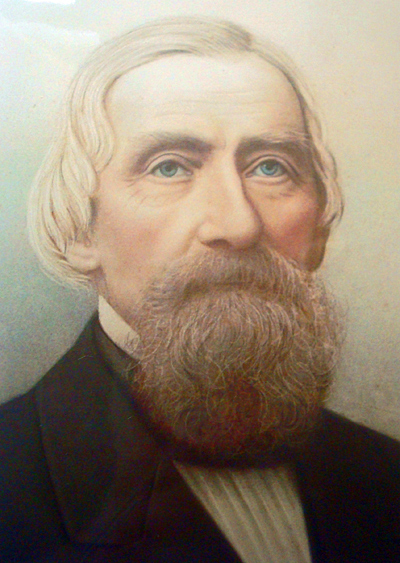
Louis von Schell

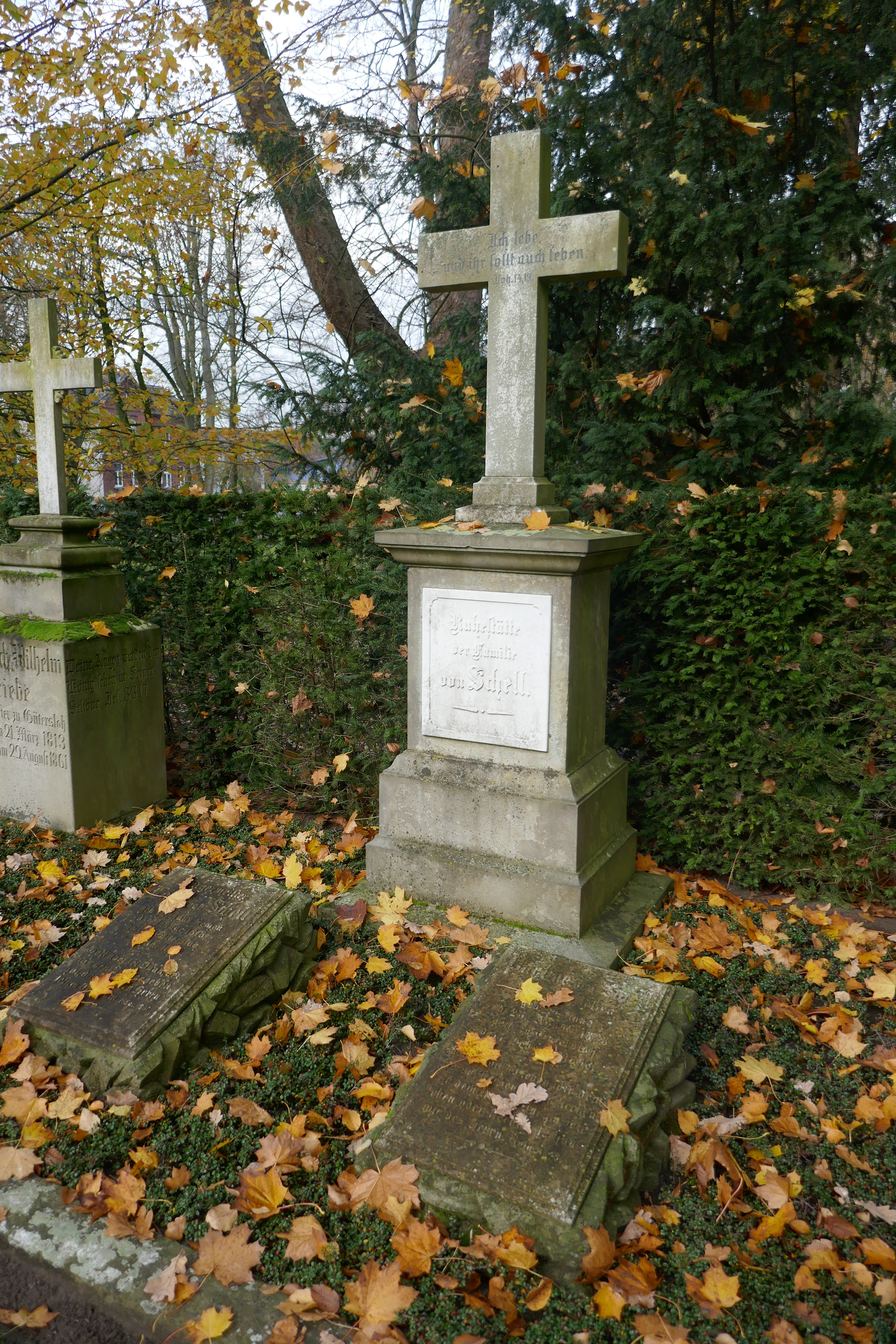
Grabmal auf dem Alten Stadtfriedhof in Gütersloh

Louis von Schell (* 3. Januar 1818 auf Haus Rechen bei Bochum; † 14. Mai 1890 in Gütersloh) war ein deutscher Kommunalpolitiker, der von 1851 bis 1862 Bürgermeister der Stadt Unna und anschließend bis 1874 Bürgermeister der Stadt Gütersloh war.

## Leben und Wirken
Der Sohn von Johann Carl Adolph von Schell (1767–1835) und Wilhelmine von Schell geb. von Schele (1790–1842; aus Uslar) versah nach seiner Schulzeit einige Jahre Dienst beim Militär. Anschließend wurde er 1851 zum Bürgermeister der Stadt Unna gewählt. Elf Jahre später verlegte von Schell seinen Wirkungskreis nach Gütersloh, wo er am 12. März 1862 ebenfalls zum Bürgermeister gewählt wurde. 1874 legte er dann das Amt des Bürgermeisters aus gesundheitlichen Gründen nieder.
Während seiner Amtszeit in Gütersloh war von Schell maßgeblich an der Errichtung des Gaswerks und des evangelischen Kranken- und Armenhauses Barthsche Stiftung, an dem Bezug des neuen Rathauses und an der Erweiterung des Stadtgebietes beteiligt. Nach seiner Amtszeit saß von Schell von 1877 bis 1888 als konservativer Abgeordneter im Stadtverordnetenkollegium. Von Schell war Mitglied im Verwaltungsrat der Barthschen Stiftung und im Kuratorium des Evangelischen Gymnasiums.
Für seine zahlreichen Verdienste bei der Unterbringung und Verpflegung kranker Kriegsteilnehmer nach Beendigung des Deutsch-Französischen Kriegs wurde von Schell mit dem preußischen Kronen-Orden 4. Klasse mit Johanniterkreuz ausgezeichnet. Darüber hinaus erhielt er 1877 für vierzigjährige berufliche Verdienste den preußischen Roten Adlerorden 4. Klasse.

## Familie
Louis von Schell heiratete am 31. Oktober 1855 die Pfarrerstochter Maria von Velsen (* 28. April 1834; † 8. April 1859), die bereits nach drei Ehejahren verstarb. Am 7. November 1860 heiratete er deren Schwester Pauline von Velsen (* 26. August 1838; † 11. Februar 1898) und bekam mit ihr einen Sohn und sieben Töchter:
- Marie (1861–1900) ⚭ 1888 Gustav Philipps (1860–1911), Pfarrer in Enger
- Lina (* 24. Mai 1863; † 1940), Oberin in Arolsen
- Anna (* 27. Juli 1864; † 1910)
- Pauline (* 21. Mai 1866; † 1943) ⚭ 1902 Gustav Philipps (1860–1911), Pfarrer in Enger
- Hedwig (1868–1895)
- Adolf (* 10. November 1870; † 1947), Oberstleutnant ⚭ 1902 Bertha von Albedyll (* 18. April 1876; † 1957)
- Ida (* 2. Mai 1873; † 1952) ⚭ 1896 Ferdinand Bartels (1863–1916), Seidenfabrikant in Gütersloh
- Emma (* 28. Juli 1876; † 30. November 1951) ⚭ 1901 Karl von Schwartz (1873–1943), Pastor, letzter Hof- und Domprediger in Braunschweig